# Liste der denkmalgeschützten Objekte in Dechantskirchen
Die Liste der denkmalgeschützten Objekte in Dechantskirchen enthält die 8 denkmalgeschützten, unbeweglichen Objekte der Gemeinde Dechantskirchen im Bezirk Hartberg-Fürstenfeld.

## Denkmäler
| Foto |                 | Denkmal                                                                          | Standort                                           | Beschreibung | Metadaten |
| ---- | --------------- | -------------------------------------------------------------------------------- | -------------------------------------------------- | --- | --- |
| ja   | Datei hochladen | Pfarrhof HERIS-ID: 50997 Objekt-ID: 56540                                        | Dechantskirchen 1 Standort KG: Dechantskirchen     | Der stattliche zweigeschoßige Pfarrhof mit vorgezogenen Seitenteilen stammt im Kern aus der 2. Hälfte des 17. Jahrhunderts. | BDA-Hist.: Q38043106 Status: § 2a Stand der BDA-Liste: 2025-06-30 Name: Pfarrhof GstNr.: 1058                                                                    |
| ja   | Datei hochladen | Kath. Pfarrkirche hl. Stefan und ehem. Kirchhof HERIS-ID: 50998 Objekt-ID: 56541 | bei Dechantskirchen 1 Standort KG: Dechantskirchen | Der spätgotische Bau dürfte um 1470 errichtet worden sein und wurde erst später im Barockstil ausgestaltet. Der Hochaltar von 1725 zeigt das Bild der Steinigung des Kirchenpatrons hl. Stephanus. Der Altarbereich wurde vom Künstler Augustin Schütti 1998 neu gestaltet. Die Sedilien, das Vortragskreuz und Ständer wurden in Ton modelliert und anschließend in Bronze gegossen. | BDA-Hist.: Q24260316 Status: § 2a Stand der BDA-Liste: 2025-06-30 Name: Kath. Pfarrkirche hl. Stefan und ehem. Kirchhof GstNr.: 1057 Pfarrkirche Dechantskirchen |
| ja   | Datei hochladen | Mesnerhaus HERIS-ID: 68295 Objekt-ID: 81300                                      | Dechantskirchen 31 Standort KG: Dechantskirchen    | | BDA-Hist.: Q38119330 Status: § 2a Stand der BDA-Liste: 2025-06-30 Name: Mesnerhaus GstNr.: 1055 Mesnerhaus Dechantskirchen                                       |
| ja   | Datei hochladen | Villa Lehner HERIS-ID: 62593 Objekt-ID: 75152                                    | Dechantskirchen 42 Standort KG: Dechantskirchen    | Der romantisch konzipierte Bau stammt von Karl M. Grünanger aus den Jahren 1909–1911. | BDA-Hist.: Q38100461 Status: Bescheid Stand der BDA-Liste: 2025-06-30 Name: Villa Lehner GstNr.: 1095                                                            |
| ja   | Datei hochladen | Volksschule HERIS-ID: 62464 Objekt-ID: 75016                                     | Dechantskirchen 49 Standort KG: Dechantskirchen    | Der Schulbau stammt von Karl M. Grünanger aus den Jahren 1914/15. | BDA-Hist.: Q38099829 Status: Bescheid Stand der BDA-Liste: 2025-06-30 Name: Volksschule GstNr.: 425/3                                                            |
| ja   | Datei hochladen | Ortskapelle HERIS-ID: 68299 Objekt-ID: 81304                                     | Kroisbach Standort KG: Kroisbach                   | Die Kapelle zum hl. Urban wurde 1824 erstmals erwähnt. Damals war es ein hohes gemauertes Kreuz mit einer Glocke. Von 1893 bis 1896 wurde es unter der Anleitung von Pfarrer Alois Maierhofer zu einer Kapelle umgebaut. Sie beherbergt eine wertvolle Statue der Hl. Dreifaltigkeit, die ursprünglich von der Gräfin Kometz aus der Wertheimstein-Villa in Wien stammt. | BDA-Hist.: Q38119351 Status: § 2a Stand der BDA-Liste: 2025-06-30 Name: Ortskapelle GstNr.: .59                                                                  |
| ja   | Datei hochladen | Friedhofskapelle Dechantskirchen HERIS-ID: 68282 Objekt-ID: 81287                | Schlag bei Thalberg Standort KG: Schlag            | | BDA-Hist.: Q38119252 Status: § 2a Stand der BDA-Liste: 2025-06-30 Name: Friedhofskapelle Dechantskirchen GstNr.: 65/2                                            |
| ja   | Datei hochladen | Burg Thalberg HERIS-ID: 37436 Objekt-ID: 36579                                   | Schlag bei Thalberg 1 Standort KG: Schlag          | Burg Thalberg ist eine der besterhaltenen mittelalterlichen Burganlagen der Steiermark und ein gutes Beispiel eines romanischen Wehrbaus. Sie befindet sich auf einem Höhenrücken und besteht aus einer Vorburg und einer Hauptburg. Die Vorburg ist spätmittelalterlich, wurde aber im 17. Jahrhundert durch Zubauten stark vergrößert, durch den Torbau erfolgt der Zugang zur Anlage. Die aus der Zeit um 1200 stammende Hauptburg ist etwa 90 Meter lang und 23 Meter breit, hier hat sich die romanische Architektur großteils erhalten. Im Osten befindet sich ein etwa 24 Meter hoher Bergfried, der mit einer Bruchsteinmauer mit dem restlichen Gebäude verbunden ist und den äußeren Burghof begrenzt. An diesem befindet sich ein schmales romanisches Nebengebäude, das aber gotisch umgestaltet wurde. An der Westseite der Burg befindet sich der dreigeschoßige Palas, der den schmalen Innenhof abschließt. Die spätgotische Kapelle im Obergeschoß wurde um 1900 neugotisch erneuert. | BDA-Hist.: Q1014227 Status: Bescheid Stand der BDA-Liste: 2025-06-30 Name: Burg Thalberg GstNr.: 1140, 1141 Burg Thalberg                                        |
| ja   | Datei hochladen | Mühle HERIS-ID: 69550seit 2025                                                   | Schlag bei Thalberg 5 Standort KG: Schlag          | | BDA-Hist.: Q135167849 Status: Bescheid Stand der BDA-Liste: 2025-06-30 Name: Mühle GstNr.: 1139                                                                  |